# Northwest Africa 13188
NWA 13188
Northwest Africa 13188 (abrégé en NWA 13188) est une météorite classée comme une achondrite non groupée. Il pourrait s'agir d'une roche terrestre éjectée dans l'espace puis retournée sur Terre.

## Histoire
NWA 13188 (NWA pour Northwest Africa, « Afrique du Nord-Ouest ») a été trouvée au Maroc, et achetée en juin 2018.

## Pétrographie et minéralogie
NWA 13188 est une roche magmatique de texture sub-ophitique avec de nombreuses bulles (d'environ 250 μm de diamètre, environ 8 % du volume), et partiellement recouverte d'une croûte de fusion. 
Les principaux minéraux sont le plagioclase (cristaux jusqu'à 400 μm de long, 49 % vol) et les pyroxènes (environ 300 μm, 26 % vol). Les cristaux de plagioclase sont entourés d'intercroissances à grain fin de plagioclase et de pyroxène (18 % vol). On trouve aussi des oxydes de fer et de titane (~ 0,5 % vol) sous forme de masses adjacentes aux bulles et de cristaux aciculaires et dendritiques parmi les intercroissances de plagioclase et de pyroxène. Aucun métal n'a été trouvé.

## Géochimie
La composition chimique (52,3 % pds SiO2, 8,0 % pds MgO, 10,1 % pds FeO, 10,5 % pds CaO, 14,1 % pds Al2O3 et 2,1 % pds Na2O + K2O) est globalement celle d'une andésite basaltique, enrichie en éléments-traces incompatibles : (La/Sm)N = 2, (La/Lu)N = 3,5.
Deux analyses de la composition isotopique de l'oxygène ont donné δ17O = 3,885, δ18O = 7,552, Δ17O = −0,042 % et δ17O = 4,428, δ18O = 8,516, Δ17O = −0,000 %.
Le plagioclase a pour composition An70,1 ± 4,7Ab29,0 ± 4,4Or0,9 ± 0,3 (5 échantillons). Le pyroxène pauvre en calcium a pour composition Fs25,4 ± 6,6Wo8,3 ± 0,7 avec FeO/MnO = 42,2 ± 4,3 (5 échantillons). Le pyroxène calcique a pour composition Fs18,4 ± 4,2Wo38,1 ± 0,8 avec FeO/MnO = 60,3 ± 11,7 (3 échantillons).
La composition chimique globale et la composition isotopique de l'oxygène distinguent nettement cette roche de toutes les autres achondrites.

## Origine
La croûte de fusion de NWA 13188 témoigne de son origine extraterrestre mais sa composition chimique (tant en éléments majeurs qu'en éléments-traces) et la composition isotopique de son oxygène sont très inhabituelles pour une achondrite alors qu'elles seraient au contraire banales pour des roches produites sur Terre par un volcanisme d'arc. La concentration en béryllium 10 (un isotope cosmogénique), 1,7 × 106 atomes par gramme, est trop grande pour avoir été acquise sur Terre à l'endroit de sa découverte (à une altitude d'environ 1 500 m), mais inhabituellement petite pour une météorite ayant passé des millions d'années dans l'espace.
NWA 13188 pourrait être une roche terrestre éjectée dans l'espace par un impact particulièrement violent ou par une éruption volcanique particulièrement puissante, puis retournée sur Terre quelques milliers d'années plus tard (quelques millions d'années si elle a été longtemps protégée du rayonnement cosmique par sa position en profondeur dans le météoroïde).